# Paraclemensia
Paraclemensia is een geslacht van vlinders van de familie witvlekmotten (Incurvariidae).

## Soorten
- P. acerifoliella (Fitch, 1854)
- P. caerulea (Issiki, 1957)
- P. cyanea Nielsen, 1982
- P. cyanella (Zeller, 1850)
- P. incerta (Christoph, 1888)
- P. monospina Nielsen, 1982
- P. oligospina Nielsen, 1982
- P. viridis Nielsen, 1982